# 東嶺町
東嶺町（ひがしみねまち）は、東京都大田区の町名。「丁目」の設定のない単独町名である。住居表示実施済区域。

## 地理
東京都大田区の北西部に位置する。北部は横須賀線（品鶴線）に接し、これを境に北嶺町に接する。東部は久が原に接する。南部は南久が原に接する。西部は環八通り（東京都道311号環状八号線）に接し、これを境に西嶺町に接する。町域内を東急池上線の線路が通っている。町域内では南端の南久が原との境目に久が原駅の駅商店街が見られるが、多くが住宅地として利用されている。

### 地価
住宅地の地価は、2025年（令和7年）1月1日の公示地価によれば、東嶺町34-14の地点で58万3000円/m2となっている。

## 歴史
嶺とは多摩川北部の段丘（国分寺崖線）上の高地を言ったもののようで、周囲よりやや小高い地形になっていたことからつけられた地名といわれている。また、一説によれば、西嶺町の観蔵院が、俗に「峰の薬師」と呼ばれていたことから、これが地名になったともいわれている。町名は嶺地区東部の意。

## 世帯数と人口
2024年（令和6年）4月1日現在（東京都発表）の世帯数と人口は以下の通りである。
- 世帯数 : 2,690世帯
- 人口 : 5,080人

### 人口の変遷
国勢調査による人口の推移。
| 年                 | 人口  |
| ------------------ | ----- |
| 1995年（平成7年）  | 4,526 |
| 2000年（平成12年） | 4,596 |
| 2005年（平成17年） | 4,797 |
| 2010年（平成22年） | 4,916 |
| 2015年（平成27年） | 4,932 |
| 2020年（令和2年）  | 5,084 |

### 世帯数の変遷
国勢調査による世帯数の推移。
| 年                 | 世帯数 |
| ------------------ | ------ |
| 1995年（平成7年）  | 1,908  |
| 2000年（平成12年） | 2,018  |
| 2005年（平成17年） | 2,150  |
| 2010年（平成22年） | 2,273  |
| 2015年（平成27年） | 2,404  |
| 2020年（令和2年）  | 2,566  |

## 学区
区立小・中学校に通う場合、学区は以下の通りとなる（2023年3月時点）。
| 番地                                  | 小学校                   | 中学校                 |
| ------------------------------------- | ------------------------ | ---------------------- |
| 18〜38番                              | 大田区立東調布第三小学校 | 大田区立大森第七中学校 |
| 12番の一部                            | 大田区立松仙小学校       | 大田区立大森第十中学校 |
| 1〜5番 10番〜11番 12番の一部 13〜16番 | 大田区立松仙小学校       | 大田区立東調布中学校   |
| 6〜9番 17番 39〜47番                  | 大田区立東調布第一小学校 | 大田区立東調布中学校   |

## 事業所
2021年（令和3年）現在の経済センサス調査による事業所数と従業員数は以下の通りである。
- 事業所数 : 134事業所
- 従業員数 : 738人

### 事業者数の変遷
経済センサスによる事業所数の推移。
| 年                 | 事業者数 |
| ------------------ | -------- |
| 2016年（平成28年） | 135      |
| 2021年（令和3年）  | 134      |

### 従業員数の変遷
経済センサスによる従業員数の推移。
| 年                 | 従業員数 |
| ------------------ | -------- |
| 2016年（平成28年） | 774      |
| 2021年（令和3年）  | 738      |

## 交通

### 鉄道
北部は東急池上線御嶽山駅のホーム南端が町域内にあたり、最寄駅となる。また南部では隣の久が原駅が至近にあり、多く利用される。他に北辺を東海道新幹線及び横須賀線が通るが、駅は設置されていない。

### 道路
- 東京都道311号環状八号線（環八通り）

### バス
- 東急バス・京急バス 羽田空港リムジンバス（武蔵小杉駅 ⇔ 羽田空港）

白山神社前の「久が原駅入口」停留所から空港に直行する。この停留所から武蔵小杉駅方向には乗車できない。

## 施設
- 大田東嶺町郵便局
- 東嶺町児童館
- 大田区立東嶺公園
- 東嶺町児童公園
- 松仙児童公園
- 御嶽児童公園
- 東嶺相生児童公園
- 白山神社

## その他

### 日本郵便
- 郵便番号 : 145-0074[2]（集配局 : 田園調布郵便局[15]）。